# Asiatosaurus
Asiatosaurus (лат.) (досл. укр. «азійський ящір») — рід рослиноїдних завроподів із раннього крейдяного періоду, чиї останки знайдено в Китаї і Монголії. Відомий за скам'янілим залишкам зубів, що робить класифікацію скрутною до тих пір, поки не будуть виявлені інші фрагменти скелета. Типовий вид, A. mongoliensis, був описаний Генрі Осборном в 1924 році. A. kwangshiensis був описаний китайськими науковцями Hou, Yeh, Zhao в 1975 році на основі зубів, знайдених у формації Напан, Гуансі, Китай. Обидва види класифікуються як nomen dubium.